# Hartemita punctata
Hartemita punctata är en stekelart som beskrevs av Chen, He och Ma 1998. Hartemita punctata ingår i släktet Hartemita och familjen bracksteklar. Inga underarter finns listade i Catalogue of Life.